# 特鲁珀·约翰逊
特鲁珀·约翰逊（英語：Trooper Johnson，？—），美国男子篮球运动员。他曾代表美国参加1996年夏季残疾人奥林匹克运动会轮椅篮球比赛，获得一枚铜牌。